# Døstrup (Tønder)
Døstrup (Duits: Döstrup) is een plaats in de Deense regio Zuid-Denemarken, gemeente Tønder. Døstrup telt 395 inwoners (2007).